# Wallfahrtskirche Horní Police

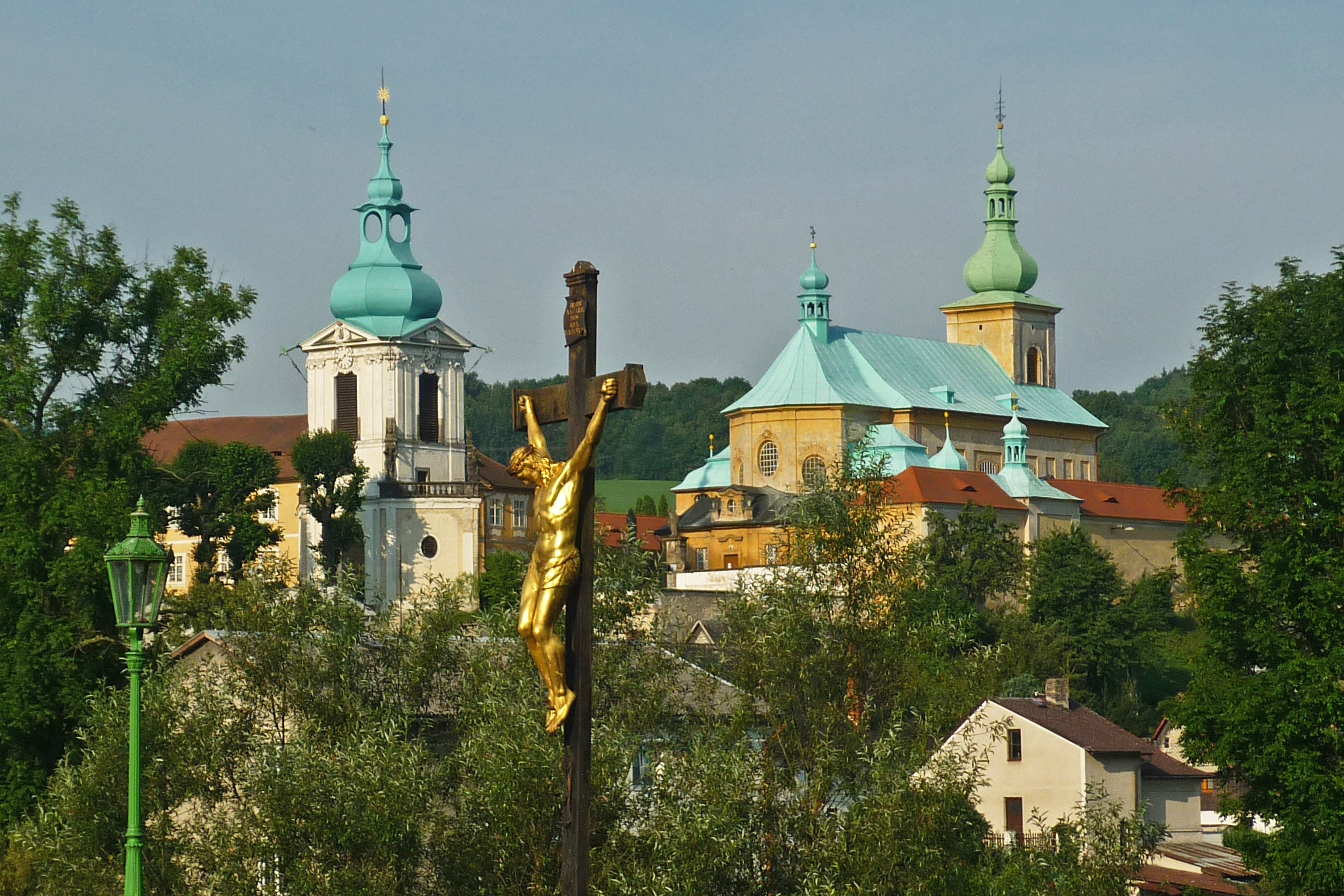
Areal der Wallfahrtskirche Mariä Heimsuchung

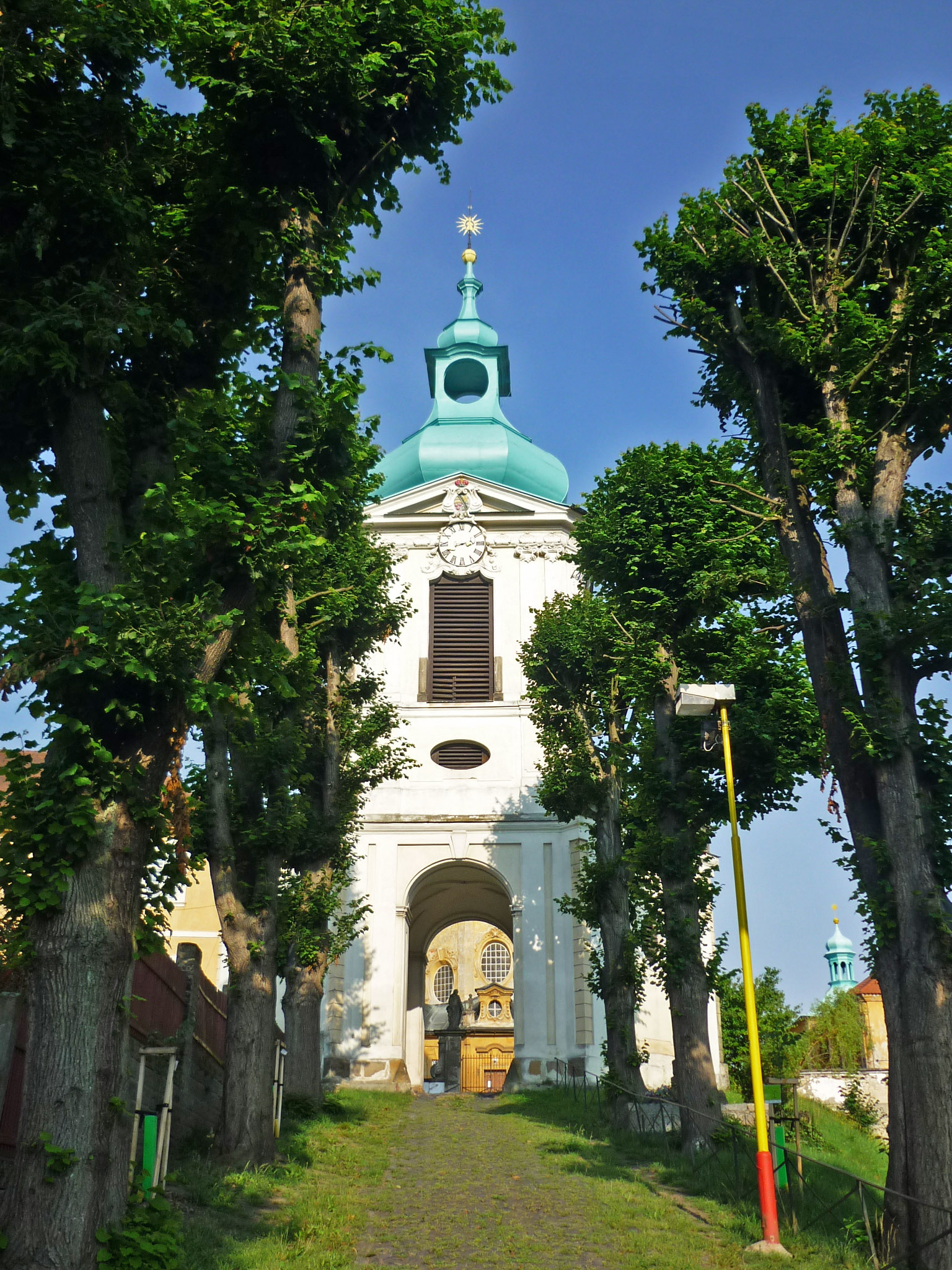
Glockenturm der Wallfahrtskirche

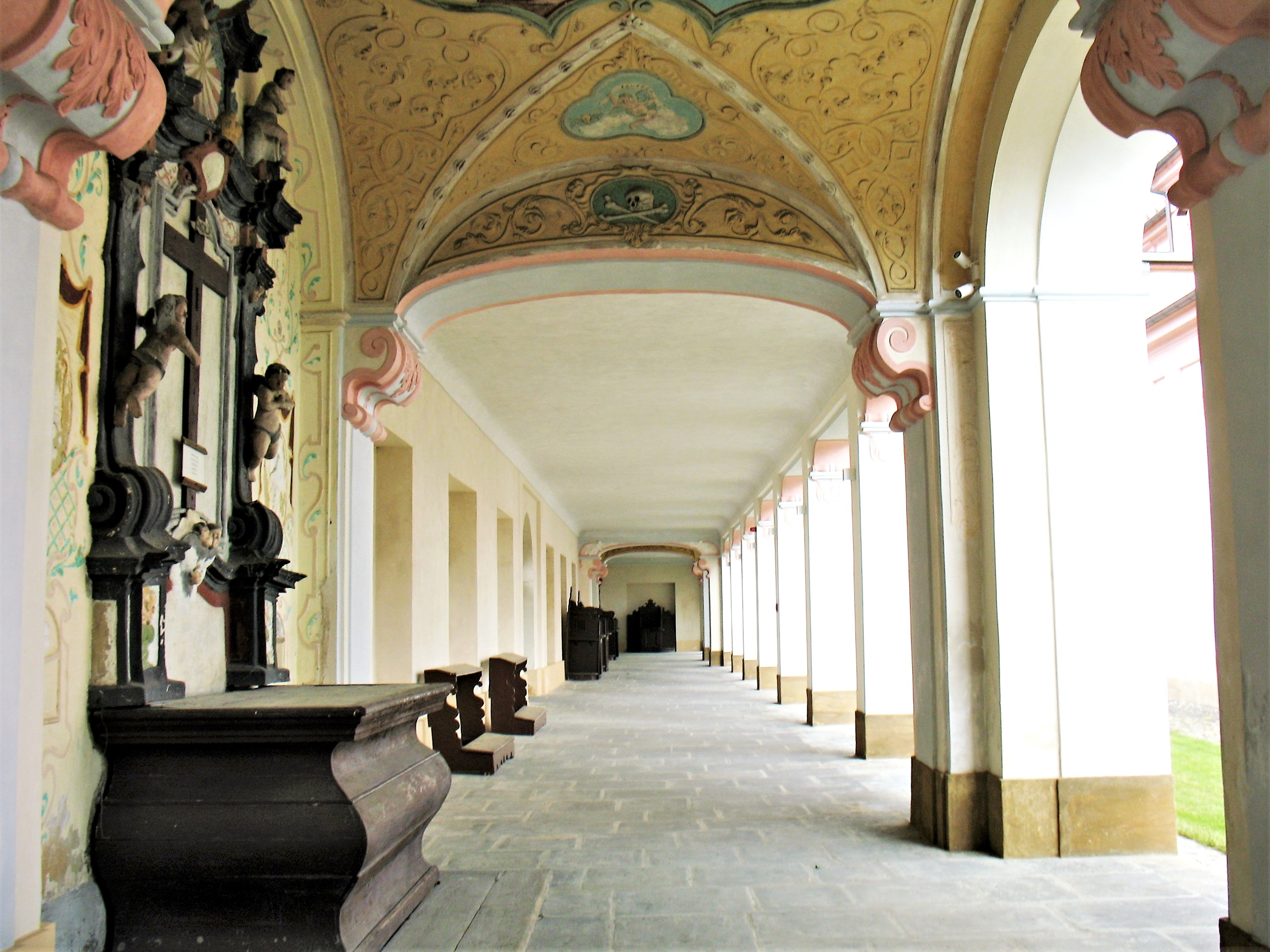
Kreuzgang der Wallfahrtskirche

Die Wallfahrtskirche Mariä Heimsuchung (tschechisch Kostel Navštívení Panny Marie) liegt in Horní Police im Okres Česká Lípa in der Reichenberger Region (Liberecký kraj). Sie gehört zum Vikariat Česká Lípa in der Diözese Leitmeritz. Die Wallfahrt nach Oberpolitz existiert bereits seit dem Jahr 1523.
Die heutigen Gebäude auf dem Wallfahrtsareal (Kirche, Kreuzgang, Glockenturm und Dekanatsgebäude) stammen aus dem 18. Jahrhundert. Das gesamte Areal steht als nationales Kulturdenkmal der Tschechischen Republik unter Denkmalschutz.

## Geschichte
Die erste Kirche in Oberpolitz wird in einer Urkunde des Prämonstratenserklosters Doxan aus dem Jahre 1291 erwähnt. Das heutige Aussehen der Kirche und der angrenzenden Gebäude entstand in den Jahren 1689–1725 unter der Herrschaft von Herzog Julius Franz von Sachsen-Lauenburg (1641–1689) und seiner Tochter Anna Maria Franziska von Sachsen-Lauenburg (1672–1741), Großherzogin der Toskana.
Da im Jahre 1682 etwa 4000 Pilger die alte Wallfahrtskirche besuchten, stellte Pfarrer Michael Gabriel Jantsch den Antrag, die Kirche zu erweitern. Der Auftrag zum Bau einer neuen Wallfahrtskirche Mariä Heimsuchung erfolgte im Jahre 1684 durch den Leitmeritzer Bischofs Jaroslaw Ignaz von Sternberg (1641–1709). Die Bauausführung lag in den Händen von Giulio Broggio (1628–1718) und seines Sohns Octavio Broggio (1670–1742). Die barocke Kirche ist ein dreischiffiger Bau, umgeben von einem dreiflügeligen Kreuzgang mit Kapellen und Altären. Im Jahre 1861 wurde die Kirche auf Anregung von Kaiser Ferdinand renoviert.
Anna Maria Franziska von Sachsen-Lauenburg hat immer versucht, den Glanz und das Ansehen der Wallfahrt zu erhöhen. Auf ihre Bitte hin ernannte Papst Clemens XII. 1736 die Pfarrer der Wallfahrtskirche in Oberpolitz zu Erzdechanten (auch Archidiakone oder Erzdiakone) und ähnlich dem Abt eines Klosters mit dem Recht des Infuls, das heißt des Tragens der Pontifikalien eines Bischofs (Mitra und Bischofsstab) während der Messe ausgestattet. Heute ist dieses Vorrecht der Archidiakone suspendiert.
Die Pfarrer und seit 1736 die Erzdechanten wohnten im Dekanatsgebäude (Erzdekanat) von Oberpolitz. Der bekannteste war der volkstümliche Priester Wenzel Hocke, auch „Hockewanzel“ genannt, der dort von 1779 bis 1808 wirkte. Seit 1908 steht ein Gedenkstein am Weg zur Kirche an der Stelle, wo der Erzdechant Hocke an einem Schlaganfall verstarb. In der Ehrenhalle des Erzdekanats hängen elf Porträts der fünfzehn Archidiakone, außerdem ist dort das Porträt der Großherzogin der Toskana, Anna Maria Franziska mit ihrem Mann und ihrer Tochter zu sehen.

## Wallfahrt

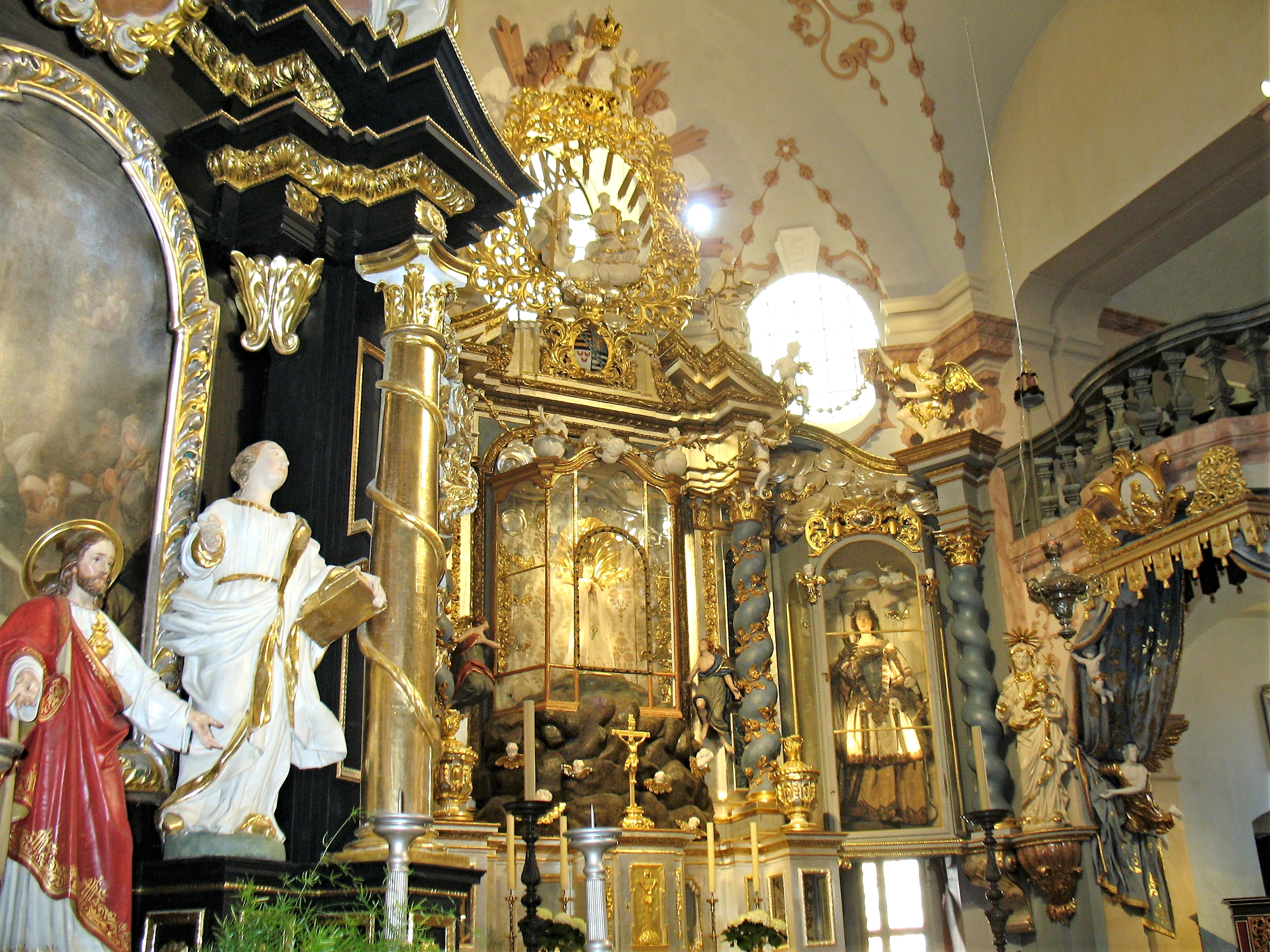
Marienstatue auf dem Hauptaltar der Wallfahrtskirche

Nach einer Legende wurde im Jahre 1523 eine Holzstatue der Jungfrau Maria am Ufer des Flusses Polzen (Ploučnice) angeschwemmt. Die Bewohner des Ortes brachten die Statue in die ursprüngliche gotische Pfarrkirche. Daraufhin kamen Pilger zum Hauptaltar mit der Marienstatue, dies war der Ursprung der Wallfahrtsstätte in Oberpolitz.
Das Gnadenbild von Oberpolitz, die „Mater gravida“ oder „Schwangere Madonna“ bzw. „Panna Maria in der Hoffnung“, ist eine etwa 75 cm große Marienstatue. Es ist keine künstlerisch besonders wertvolle Arbeit, wohl eher die eines Laien-Holzschnitzers. Heute ist die Statue in der Kirche mit Kleidern „angezogen“ zu sehen. Diese Kleider wechseln entsprechend dem Kirchenkalender. Später wurden mehrere Kopien der Statue hergestellt, z. B. die Marienstatue an der Brücke in Oberpolitz (1722). Nach der Fertigstellung und Weihe des neuen Wallfahrtsareals kamen im Jahr 1724 zu Mariä Heimsuchung etwa 35.000 Pilger. Von 1730 bis 1760 war Oberpolitz neben Mariaschein (Bohosudov) der meistbesuchte Wallfahrtsort in Nordböhmen.
Derzeit findet die Hauptwallfahrt in Oberpolitz jeweils am ersten Sonntag im Juli (Mariä Heimsuchung am 2. Juli) statt. Außerdem gibt es auch regelmäßig stattfindende „kleine Pilgerfahrten“ jeweils am ersten Samstag des Monats.

## Liste der Erzdechanten
| Nr. | Erzdechant                                 | von  | bis  | Beschreibung | Bild |
| --- | ------------------------------------------ | ---- | ---- | --- | ---- |
| 01  | Johann Heinrich Karl Möltzer               | 1724 | 1746 | * vor 1700 in Böhmisch Leipa; † 15. Dezember 1746 Oberpolitz, wurde 1722 Priester in Oberpolitz und Sandau (Žandov), am 29. Juni 1724 zum ersten Archidiakon in Oberpolitz ernannt, am 6. Dezember 1736 gewährte ihm Papst Clemens XII. das „Inful“, das Recht zum Tragen der Pontifikalien während der Messe (lateinisch ad instar Abbatum = „anstelle des Abtes“). Er war Ehrenkanoniker des Domkapitels von St. Stephan in Leitmeritz (Litoměřice). |      |
| 02  | Augustin Wenzel Möltzer                    | 1747 | 1757 | * 22. Oktober 1695 Böhmisch Leipa; † 25. Juni 1757 Oberpolitz, er war ein Neffe des ersten Erzdechanten Johann Heinrich Karl Möltzer |      |
| 03  | Johann Franz Bautsch                       | 1758 | 1764 | * um 1700; † 10. Januar 1764 Oberpolitz, von Bischof Moritz Adolf Karl von Sachsen-Zeitz-Neustadt 1757 zum Erzdechanten ernannt |      |
| 04  | Anton Johann Graf Deym von Stritez         | 1764 | 1775 | * ?; † 25. November 1775 Oberpolitz, entstammte einer Adelsfamilie |      |
| 05  | Johann Christoph Pitsch                    | 1775 | 1779 | * ?; † 27. Februar 1779 in Oberpolitz (starb an der Pest) |      |
| 06  | Wenzel Hocke                               | 1779 | 1808 | * 8. Januar 1732 in Neustadtel (Stružnice); † 1. März 1808 Oberpolitz, 1756 Priesterweihe im Leitmeritzer Dom St. Stephan, 1807 zum Konsistorialrat ernannt, volkstümlich bekannt als „Hockewanzel“. Er war sehr beliebt wegen seiner Menschenfreundlichkeit und galt als „Eulenspiegel“ im Priestergewand – ein Original, das im deutschböhmischen Raum seinesgleichen suchte, er fand sogar Eingang in die Literatur.                                |      |
| 07  | Ignatius Jaksch, auch Hynek (Ignaz) Jaksch | 1808 | 1824 | * 31. Januar 1754; † 16. April 1824 Oberpolitz, Priesterweihe am 21. September 1777, Pfarrer in Deutsch-Gabel (Jablonné v Podještědí), 1795 Ehrendomherr des Domkapitels von St. Stephan in Leitmeritz, 1814 Vizerektor am Gymnasium in Böhmisch Leipa |      |
| 08  | Franz Hantschel                            | 1824 | 1846 | * 19. November 1752; † 13. März 1846 Oberpolitz, Priesterweihe am 29. September 1775, zunächst Kaplan in Oberpolitz, 1834 zum Konsistorialrat ernannt |      |
| 09  | Ignatius Meisner                           | 1846 | 1864 | * 30. Dezember 1785; † 17. September 1864 Oberpolitz, Priesterweihe am 20. Juli 1808 |      |
| 10  | Franz Josef Görner                         | 1865 | 1883 | * 1. Januar 1809 Bleiswedel (Blíževedly) bei Böhmisch Leipa, † 24. Oktober 1883 Oberpolitz, Priesterweihe am 28. September 1832, vom Leitmeritzer Bischof Anton Ludwig Frind am 11. September 1879 zum Vorstand des bischöflichen Konsistoriums ernannt |      |
| 11  | Christoph Kachler                          | 1883 | 1897 | * 6. Juli 1826 Plan; † 1. April 1897 Oberpolitz, Priesterweihe am 25. Juli 1851, vom Leitmeritzer Bischof Emmanuel Johann Schöbel zum Bischofsvikar ernannt |      |
| 12  | Josef Maria Liebich                        | 1897 | 1908 | * 15. Mai 1834 Reichstadt (Zákupy); † 22. Februar 1908 Oberpolitz, Priesterweihe am 29. Juli 1863, vom Leitmeritzer Bischof zum Vorstand des bischöflichen Konsistoriums ernannt |      |
| 13  | Wenzel Frind                               | 1908 | 1932 | * 30. Juli 1868 Hainspach (Lipová u Šluknova); † nach 1937, Priesterweihe am 24. Mai 1891, im Jahre 1925 zum bischöflichen Notar ernannt |      |
| 14  | Ludwig (Ludwik) Gala                       | 1932 | 1954 | * 5. Juli 1876 Boreci při Ljutomeru (Boretz bei Luttenberg in der Untersteiermark, heute Slowenien); † 8. Mai 1957 Děčín (Tetschen), Priesterweihe am 8. Dezember 1903, arbeitete in der Pfarrei Sandau, im Ersten Weltkrieg war er Militärkaplan |      |
| 15  | Mons. Josef Stejskal                       | 1991 | 2014 | * 21. Januar 1922 Schüttboritz (Šitbořice); † 26. Januar 2014 Oberpolitz, 1945–49 Priesterstudium in Brno, Priesterweihe am 5. Juli 1949 in der Kathedrale St. Peter und Paul (Brünn), von 1954 bis 1991 Administrator, seit dem 1. April 1991 Erzdiakon, seit 1996 Ehrenmitglied des Domkapitels von St. Stephan in Leitmeritz und am 3. Januar 2001 von Papst Johannes Paul II. zum päpstlichen Prälaten ernannt.                                    |      |
|     | ThLic. Stanislav Přibyl (CSsR)             | 2015 | 2023 | * 16. November 1971 Prag; Priesterweihe am 22. Juni 1996 im Prager Veitsdom, seit 1. Februar 2014 Administrator excurrendo in Oberpolitz. Er war Generalvikar des Bistums Leitmeritz und ist seit Oktober 2016 Generalsekretär der Tschechischen Bischofskonferenz. |      |
|     | Mons. Mgr. Radek Jurnečka                  | 2024 |      | * 28. Januar 1972, Boskovice; Priesterweihe am 29. Juni 2002 im Dom zu Litoměřice, seit 2024 Administrator excurrendo in Oberpolitz. |      |